# زاراسیای
زاراسیای (به لاتین: Zarasai) در لیتوانی با جمعیت ۸٬۰۰۱ نفر است که در شهرستان اوتنا واقع شده‌است.